# Global Gender Gap Report

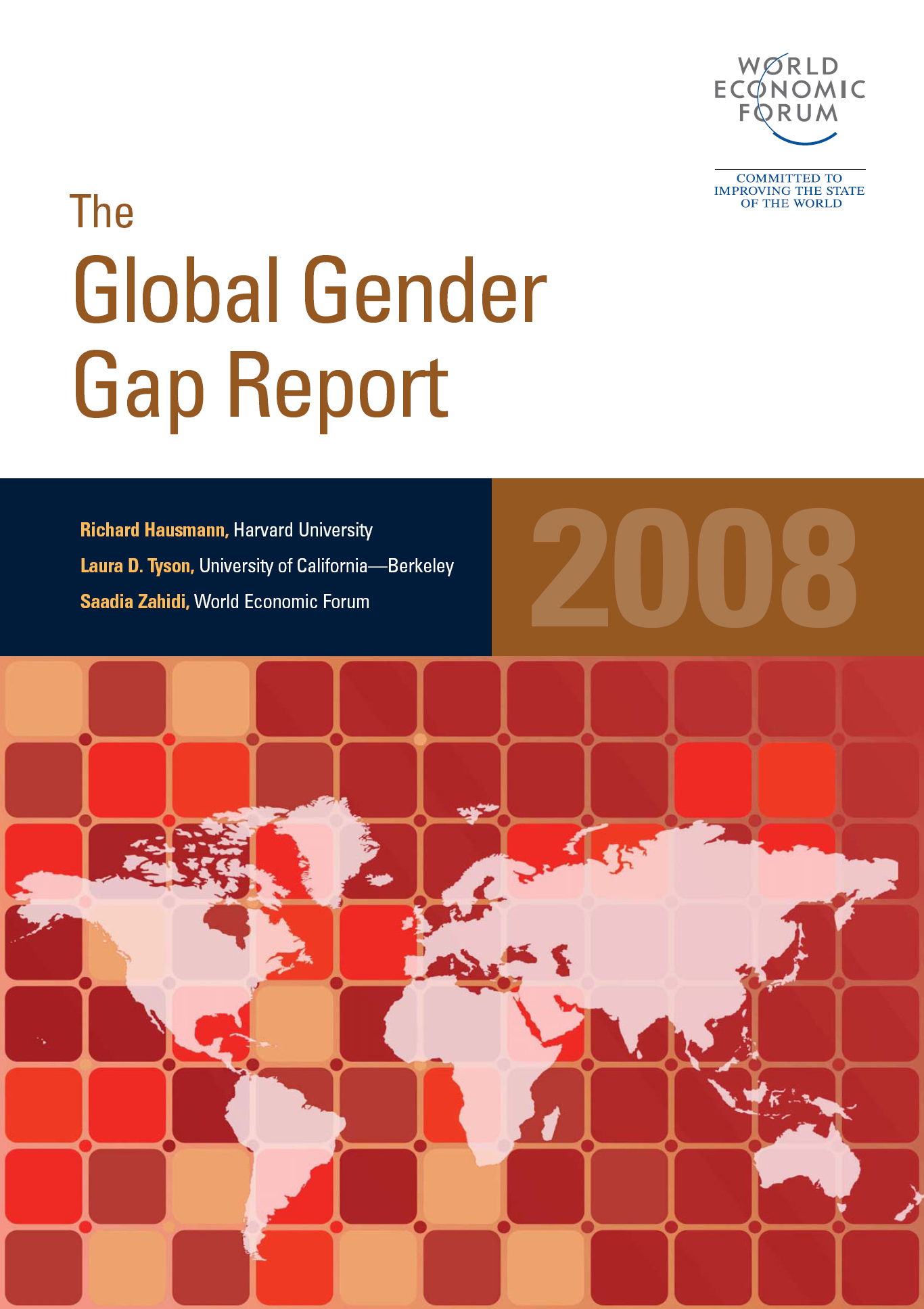
Coperta raportului din 2008

Raportul Gender Gap a fost publicat pentru prima dată de către Forumul Economic Mondial în anul 2006. Principalul său scop a fost și este acela de a măsura egalitatea de gen la nivel global plecând de la o serie de indicatori (index) calitativi și/ sau cantitativi. 

## Termenul de „gender gap”
Termenul de „gender gap” face referire la diferențele de gen care apar între diferite state sau comunități. Ipoteza principală de lucru a organizației a fost aceea că lumea este diversă și societățile nu ajung la un nivel de evoluție social- economică și politică concomitant, însă este necesar să se ajungă la un nivel echitabil între indivizi. 
Diferența de gen dintre bărbați și femei a fost măsurată din perspectiva următoarelor aspecte: sănătatea, educația, politica, și nivelul economic. Noutatea este adusă de faptul că World Economic Forum a reușit să analizeze aceste aspect cumulative și structurat metodologic pentru prima oară în 2006 la nivel mondial. 
De asemenea, în acest raport evaluative se face referire și la nivelul de depășire al etichetelor și prejudecăților  care împiedică societățile  să elimine diferențele sau decalajele  dintre femei și bărbați. Așadar, așa cum amintește site-ul oficial al organizației- „diferența dintre bărbați și femei face referire la toate dimensiunile sociale, politice, intelectuale, culturale sau economice.” Chiar dacă raportul măsoară diferențele, indiferent de nivelurile globale ale veniturilor, unele țări relativ sărace pot avea rezultate bune pe indice.
Cum este structurat raportul?  
Raportul pentru anul 2017 cuprinde  două părți: pprima parte este dedicate măsurării diferenței de gen la nivel global, iar partea a doua  realizează profilele țărilor implicate în procesul de cercetare.   
Prima parte are în componență următoarele direcții:
Global Gender Index pentru anul 2017  
Se prezintă în linii mari componența și structurarea prezentului raport, precizându- se păstrarea în permanență a criteriilor de analiză stabilite încă din 2006 pentru a asigura convergența și coerența de –a lungul timpului.  Clasamentele sunt create pentru a crea conștientizarea globală a provocărilor reprezentate de gen, lacunele și oportunitățile create prin ameliorarea acestora. Metodologia și analiza cantitativă din spatele clasamentelor sunt destinate „să servească drept bază pentru proiectarea eficientă a diferențelor de gen„ (Klaus Martin Schwab, The Fourth Industrial Revolution. Crown Business, 2006, p.68). 
Prelucrarea analizelor și rezultatelor 
Se prezintă la nivel general rezultatele obținute. Categoriile de analiză au fost grupate în 8 regiuni geografice pentru a facilita accesul și interpretarea datelor: Asia de Est și  Zina Pacificului, Europa de Vest și Asia Centrala, America Latină și Zona Caraibelor, Orientul Mijlociu și  Africa de Nord, America de Nord, Asia de Sud, Africa sub Sahariana, și Europa de Vest.  Clasificarea de așa natură a fost realizată pentru a asigura corelațiile  și raportările din partea a doua a raportului. În acest fel pentru fiecare index și subindex a fost calculate raportându-ne la sitemul partitate notat cu 1 și imparitate notat cu 0. comparările s-au realizat în baza scalei de la 0 la 1. 
Pentru a vedea o perspectivă generală la nivel global pentru anul 2017  Indexul din 2017 arată conform următoarei diagrame: 

##### Topul celor 10 țări la nivel mondial în ordinea ierarhică este următorul:
1. Islanda  cu un indice de 0,878 din maximul total de 1
2. Norvegia cu un indice de 0,830 din maximul total de 1
3. Finlanda cu un indice de 0,823 din maximul total de 1
4. Rwanda cu un indice de 0,822 din maximul total de 1
5. Suedia cu un indice de 0,816 din maximul total de 1
6. Nicaragua cu un indice de 0,814 din maximul total de 1
7. Slovenia cu un indice de 0,805 din maximul total de 1
8. Irlanda cu un indice de 0,794 din maximul total de 1
9. Noua Zeelandă cu un indice de 0,791 din maximul total de 1
10. Filipine cu un indice de 0,790 din maximul total de 1

Progrese realizate de – a lungul timpului: 
Se analizează sectorial și parțial progresele realizate la nivel global și regional, iar ulterior se fac trimiteri către partea a doua a raportului în care se analizează particular fiecare aspect. 
Cazuri de paritate de gen:
Paritatea de gen a fost stabilită ca fiind  indicele de analiză 1. În acest sens raportul analizează măsura în care s-a ajuns la acest nivel și care sunt oportunitățile de menținere sau amenințările ce pot apărea.
Ce puncte cheie se regăsesc în Gender Gap Report 2017?
•Ponderea populației, în 2017, a progresului mediu privind eliminarea diferenței globale de gen se situează la 68,0%, ceea ce înseamnă că un decalaj mediu de 32,0% rămâne să fie închis la nivel mondial, în cele patru dimensiuni ale indexului pentru a atinge paritatea de gen;  
•În medie, cele 144 de țări incluse în raport au inclus 96% din diferența dintre rezultatele din domeniul sănătății între femei și bărbați, neschimbată din ultima vreme, și mai mult de 95% din decalajul din învățământ, o ușoară scădere față de anul trecut;  
•Deși ediția din acest an a Global Gap, Indicele nu vede nici un nou participant la lista de top 10, nu au fost schimbări de rang notabile.
•în 2017, patru regiuni au un decalaj de gen de mai puțin de 30%, dintre care două depășesc acest prag pentru prima dată în acest an. Europa de Vest înregistrează un decalaj de gen de 25%, plasându - se în fața Americii de Nord, cu un decalaj de 28%,. Europa de Est și Asia Centrală, cu un decalaj de 29%, iar America Latină și Caraibe, cu un decalaj de 29,8 %.  
•Cele mai dificile decalaje de gen rămân în sfera economică și de sănătate.   
•Există o varietate de modele și studii empirice ce au sugerat că poate avea loc o îmbunătățire a parității de gen esemnificativă, care variază în funcție de situația cu privire la situația diferitelor economii și a provocărilor cu care se confruntă.   
•Există o serie de lacune remarcate de raport care vizează o serie de ajustări în cadrul sectorului educațional, în cadrul companiilor și de către factorii de decizie politică. Într-o colaborare de cercetare cu LinkedIn, Raportul constată că bărbații sunt subreprezentați în mod distinct în educație și sănătate și bunăstare, în timp ce femeile sunt puternic subreprezentate în inginerie, fabricarea și construcția și informarea, Comunicare și tehnologie;  
Situația  României în Gender Gap Report pentru anul 2017
România se situează pe locul 58 / 0.708 la nivel global. România stă foarte bine la inegalitatea dintre bărbați și femei în ceea ce privește asistența medicală, ocupând locul 37 la nivel mondial 
Cine este emitentul ?
World Economic Forum (Forumul Economic Mondial) este dedicate îmbunătățirii stării lumii, fiind o organizație internațională non- profit pentru cooperare publică. În activitatea sa, acesta implică principalii  lideri politici, de afaceri sau oricare alți lideri  din societate  pentru „a pune în prim plan problemele publice pe agendele globale, regionale sau industrial”Despre WWF. 
Acesta a fost înființat în anul 1976 ca fundație cu sediul în Geneva- Elveția: „ forumul se străduiește să depună toate eforturile pentru a stimula spiritul antreprenorial în interesul publicului mondial, respectând în același timp cele mai înalte standarde de guvernare- Integritatea morală și intelectuală aflându-se în centrul a tot ceea ce face”.
Activitățile WEF (World Economic Forum) se bazează pe o cultură instituțională care statuează asupra faptului că o organizație, indiferent de natura ei, este responsabilă față de toate părțile societății. World Economic Forum angrenează în activitatea sa toate tipurile de organizații, atât din zona publică, cât și din cea private, creând la nivel mondial o rețea care acoperă toate secoarele de activitatea.
Un rol major în activitatea sa este acela că World Economic Forum lansează periodic studii/ cercetări și rapoarte care reflectă realitățile sociale, economice și politice din diverse societățiDespre World Economic Forum.
Pentru a înțelege  mai bine activitatea World Economic Forum se recomandă, pentru început, urmărirea clipului de prezentare al organizației: https://www.youtube.com/watch?v=LWP9kPzaBBo